# Autalia impressa
Autalia impressa är en skalbaggsart som först beskrevs av Olivier 1795.  Autalia impressa ingår i släktet Autalia och familjen kortvingar. Arten är reproducerande i Sverige. Inga underarter finns listade i Catalogue of Life.